# Leucanitis radapicta
Leucanitis radapicta là một loài bướm đêm trong họ Noctuidae.